# وانغ شو (مصارعة الهواة)
وانغ شو (بالصينية: 王旭) هي مصارعة الهواة صينية، ولدت في 27 سبتمبر 1985 في بكين في الصين.

## وصلات خارجية
- وانغ شو على موقع قاعدة بيانات المصارعة الدولية (الإنجليزية)
- وانغ شو على موقع أوليمبيديا (الإنجليزية)
- وانغ شو على موقع اللجنة الأولمبية الصينية (الإنجليزية)